# Ентоні Рота
Ентоні Рота MP (англ. Anthony Rota; нар.. 15 травня 1961) — канадський політик, член Палати громад Канади від виборчого округу Ніпіссінг — Тіміскамінг (2004—2011, з 2015 року). Спікер Палати громад Канади з 5 грудня 2019 року по 27 вересня 2023 року.

## Ранні роки життя. Ділова кар'єра
Народився 15 травня 1961 року в місті Норт-Бей, провінція Онтаріо в сім'ї італійського походження.
Закінчив Університет Вільфреда Лор'є з освітнім ступенем бакалавра з політології та Оттавський університет з освітнім ступенем магістра ділового адміністрування, також вивчав фінанси в Алгонкін-коледжі. Працював у Canadian Technology Network, був керівником онтарійської філії Програми сприяння промисловим дослідженням (англ. Industrial Research Assistance Program, IRAP).

## Політична кар'єра
Політична кар'єра Ентоні Рота почалася на початку 2000-х років, коли він був би обраний членом міської ради свого рідного міста Норт-Бей, очоливши в міськраді комітет з планування та економічного.
На початку 2004 року Рота успішно дебютував у федеральній політиці, вигравши праймериз Ліберальної партії Канади у виборчому окрузі Ніпіссінг — Тиміскамінг, набравши в другому турі 52 % голосів і випередивши трьох суперників — Сьюзен Черч, Г'ю Маклахлана та Джо Сіні. На федеральних виборах, що відбулися в червні того ж року, він з невеликою перевагою переміг кандидата від Консервативної партії Канади Ела Макдональда.
Успішно переобирався до Палати громад на виборах 2006 та 2008 років. Був керівником парламентської фракції лібералів, відзначився на цій посаді критикою консервативного уряду Стівена Гарпера, зокрема реалізованої консерваторами  програми економічного розвитку Північного Онтаріо.
На федеральних виборах 2011 року знову балотувався до парламенту, проте програв вибори, поступившись своєму супернику — консерватору Джею Аспіну всього 14 голосів. За правилами, встановленими канадським виборчим законодавством , було проведено повторний перерахунок голосів: за його підсумками Аспін, який цього разу набрав на 18 голосів більше за Рота, був визнаний обраним депутатом. Після поразки Рота тимчасово пішов із політики, ставши запрошеним викладачем політології в Університеті Ніпіссінгу.
На виборах 2015 року Ентоні Рота знову висунув свою кандидатуру проти Аспіна, цього разу здобувши над ним впевнену перемогу. У новом составе парламента займав посаду помічника заступника керівника Комітету всієї палати.
На виборах 2019 року знову здобув перемогу, випередивши консерватора Джорді Карра. 5 грудня 2019 року був обраний спікером Палати громад Канади, випередивши свого однопартійця, чинного спікера Джеффа Рігана, консерваторів Жоеля Годена та Брюса Стентона , а також новодемократку Керол Г'юз. Обрання Рота на посаду спікера стало можливим завдяки підтримці депутатів-консерваторів, які проголосували за нього, щоб не допустити переобрання Рігана на другий термін.
17 червня 2020 року Рота видалив з Палати громад лідера Нової демократичної партії Канади Джагміта Сінгха за використання непарламентських висловів — останній назвав депутата від Квебецького блоку Алена Терр'єна «расистом».

## Скандал та відставка
22 вересня 2023 року Рота запросив Ярослава Гуньку, ветерана 14-ї гренадерської дивізії Ваффен-СС «Галичина», супроводжувати президента України Володимира Зеленського, та виступити в Палаті громад Канади. Рота охарактеризував Гуньку як «українсько-канадського ветерана Другої світової війни», який боровся за незалежність України проти росіян та продовжує підтримувати українські війська сьогодні, навіть у своєму 98-річному віці". Рота похвалив Ярослава Гуньку, заявивши, що «Він — український герой, канадський герой, і ми дякуємо йому за всю його службу». Після похвали Рота Палата громад аплодувала Гуньці стоячи, до оплесків приєдналися прем'єр-міністр Канади Джастін Трюдо, а також сам Зеленський та його дружина Олена Зеленська.
26 вересня 2023 року Ентоні Рота оголосив про свою відставку з посади спікера Палати представників, офіційно залишивши свою посаду 27 вересня.

## Особисте життя
Ентоні Рота одружений з франко-канадкою Шанталь Піше-Рота (фр. Chantal Piché-Rota). Вільно розмовляє англійською, французькою, італійською та іспанською мовами.